# Marienhagen
Marienhagen település Németországban, azon belül Alsó-Szászország tartományban. Lakosainak száma 766 fő (2014. január 2.).

## Népesség
A település népességének változása:

| 2014 | 766 |